# سیانواکریلات
سیانواکریلات (به انگلیسی: Cyanoacrylate) نامی کلی برای دسته‌ای از چسب‌های سریع و بسیار قوی است که کاربردهای زیادی در مصارف خانگی، پزشکی و صنعتی دارند. چسب‌های سیانواکریلات عمر مصرف کوتاهی دارند به طوری که تا یک ماه پس از باز شدن و تا یک سال بعد از تولید قابل استفاده‌اند. آن‌ها همچنین به مقدار کمی سمی هستند. این چسب‌ها گاهی با نام کلی چسب فوری یا چسب قطره‌ای و نوع دارای اسپری فعال کننده به نام چسب یک دو سه شناخته می‌شوند. در زبان انگلیسی نام تجاری سوپر گلو برای این نوع چسب رایج هست.
سیانواکریلات‌ها مونومرهای مایعی هستند که با قرار گرفتن در بین دو سطح و تشکیل یک فیلم نازک، پلیمری می‌شوند. مقدار بسیار کمی رطوبت بر روی سطح می‌تواند باعث خشک شدن بسیار سریع چسب (در کمتر از ۲ ثانیه) شود.

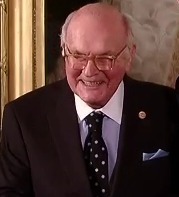
هری وسلی کوور جونیور کمی قبل از دریافت مدال ملی فناوری و نوآوری در سال ۲۰۱۰

حق ثبت اختراع اولیهٔ سیانواکریلات در سال ۱۹۴۷ توسط شرکت بی‌اف گودریچ ثبت شد. در سال ۱۹۴۲، تیمی از دانشمندان به سرپرستی هری کوور جونیور به‌طور تصادفی به فرمولاسیونی دست یافتند که به هر چیزی که با آن در تماس بود چسبیده بود. تیم به‌سرعت این ماده را برای کاربرد در زمان جنگ رد کرد، اما در سال ۱۹۵۱، زمانی که کوور و یکی از همکارانش، فرد جوینر به‌عنوان محقق برای ایستمن کداک، کار می‌کردند، سیانواکریلات‌ها را دوباره کشف کردند. این دو به پتانسیل تجاری واقعی این ماده پی بردند و شکلی از این چسب‌ها برای اولین بار در سال ۱۹۵۸ تحت عنوان "Eastman #910" (بعدها "Eastman 910") فروخته شد.

## پلیمریزاسیون

ساختار شیمیایی اتیل سیانواکریلات، پیش‌ساز بسیاری از چسب‌های تجاری

رایج‌ترین مونومر اتیل ۲-سیانوآکریلات است. چندین استر مرتبط نیز شناخته شده‌است. برای تسهیل حمل و نقل آسان، یک مونومر سیانواکریلات اغلب با موادی مانند سیلیس دود فرموله می‌شود تا چسبناک‌تر یا ژل‌مانند شود. اخیراً، فرمول‌هایی با افزودنی‌هایی برای افزایش استحکام برشی در دسترس هستند و پیوند مقاوم‌تری در برابر ضربه ایجاد می‌کنند. چنین افزودنی‌هایی ممکن است شامل لاستیک باشد، مانند ژل Ultra Loctite، یا موارد دیگری که مشخص نشده‌اند.
به‌طور کلی، گروه‌های C=C به سرعت در حضور آب (به‌ویژه یون‌های هیدروکسید) تحت پلیمریزاسیون رشد زنجیره‌ای قرار می‌گیرند و زنجیره‌های بلند و قوی تشکیل می‌دهند و سطوح پیوندی را به هم می‌پیوندند. از آن‌جایی که وجود رطوبت باعث چسبندگی چسب می‌شود، قرار گرفتن در معرض سطوح نرمال رطوبت در هوا باعث می‌شود که پوست نازکی در عرض چند ثانیه شروع به تشکیل شود که واکنش را بسیار کند می‌کند. از این رو، سیانوآکریلات‌ها به عنوان پوشش‌های نازک-به‌جای پوشش‌های ضخیم- اعمال می‌شوند تا اطمینان حاصل شود که واکنش به سرعت برای اتصال انجام می‌شود. چسب‌های سیانواکریلات ماندگاری کوتاهی دارند - در صورت باز نشدن حدود یک سال از زمان تولید و پس از باز شدن یک ماه.

پلیمریزاسیون متیل ۲-سیانوآکریلات

## ویژگی‌های عمومی
سیانواکریلات‌ها عمدتاً به عنوان چسب استفاده می‌شوند. لایه‌های نازک به‌طور مؤثری به هم متصل می‌شوند، لایه‌های ضخیم بسیار کمتر. آن‌ها بسیاری از مواد از جمله پوست و بافت انسان، الیاف طبیعی، پنبه، پشم و چرم را به هم متصل می‌کنند.

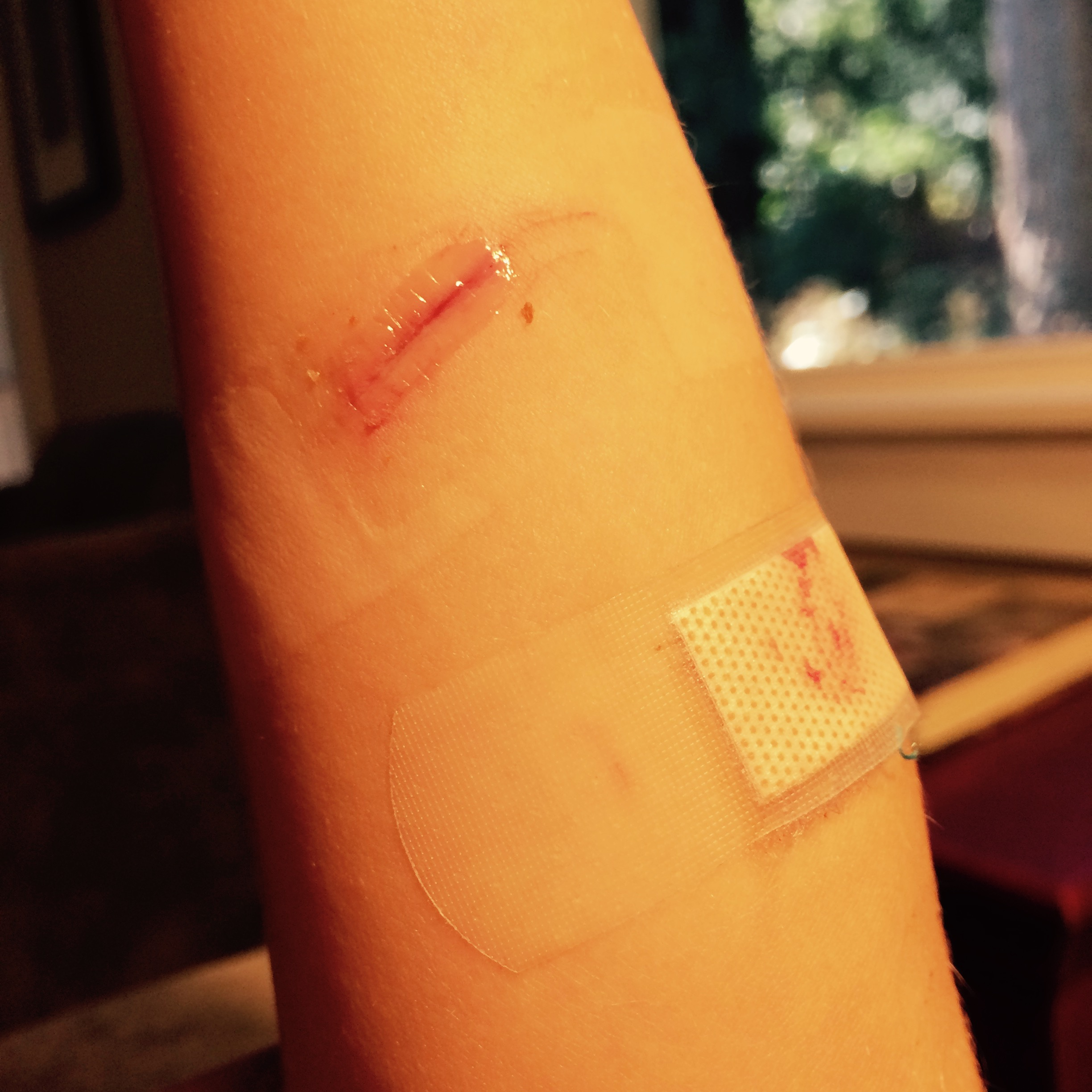
یک زخم برش با درمابوند(=Dermabond)، یک چسب پزشکی مبتنی بر سیانواکریلات بسته شد

چسب سیانوآکریلات استحکام برشی پایینی دارد که سبب شده در مواردی که بعداً نیاز به برش قطعه داشته باشد از آن به عنوان چسب موقت استفاده شود. نمونه‌های رایج شامل:سفت کردن پین‌ها و پیچ‌ها. همچنین به همراه یک چسب کندتر، اما انعطاف‌پذیرتر دیگر به عنوان راهی برای تشکیل سریع اتصال استفاده می‌شود، که سپس قطعات را در پیکربندی مناسب نگه می‌دارد تا چسب دوم محکم شود.
چسب مبتنی بر سیانواکریلات دارای پیوند ضعیفی با سطوح صاف است و به همین دلیل به راحتی اصطکاک می‌کند. یک مثال خوب برای این واقعیت این است که سیانواکریلات‌ها ممکن است با استفاده از مواد ساینده (مانند شکر یا کاغذ سنباده) از پوست انسان جدا شوند.

## لوازم آرایشی
سیانواکریلات در صنعت آرایشی و زیبایی به عنوان چسب اکستنشن مژه یا «چسب ناخن» برای برخی از تقویت‌کننده‌های ناخن مصنوعی مانند نوک ناخن و پوشش ناخن استفاده می‌شود و گاهی با قطره‌های چشمی اشتباه می‌شود که باعث آسیب تصادفی می‌شود (آسیب شیمیایی چشم).

## نکات ایمنی

### آسیب‌های پوستی
چسب‌های سیانوآکریلات ممکن است به قسمت‌های بدن بچسبند و با کنده شدن قسمت‌هایی از پوست ممکن است صدمات ایجاد شود. با این حال، بدون نیرو، چسب به‌طور خود به خود از پوست در زمان حداکثر چهار روز جدا می‌شود. جداسازی را می‌توان با استفاده از روغن گیاهی در نزدیکی، روی و اطراف چسب تسریع کرد. در مورد پلک چسبانده شده، به خصوص اگر با کره چشم تماس داشته باشد، متخصصان پزشکی نشان داده می‌شوند.

### سمیت
حرارت باعث دپلیمریزاسیون پلیمرهای پخته شده و تولید محصولات گازی می‌شود که بسیار تحریک‌کننده هستند. آن‌ها بلافاصله توسط رطوبت موجود در غشاها پلیمریزه شده و بی اثر می‌شوند. این خطرات را می‌توان با استفاده از سیانوآکریلات در مناطق با تهویهٔ مناسب به حداقل رساند. حدود ۵ درصد از جمعیت ممکن است پس از قرار گرفتن در معرض مکرر به بخارهای سیانوآکریلات حساس شوند و در نتیجه علائمی شبیه آنفولانزا ایجاد کنند. سیانوآکریلات همچنین ممکن است یک محرک پوست باشد و باعث واکنش پوستی آلرژیک شود. کنفرانس آمریکایی بهداشتکاران صنعتی دولتی (ACGIH) یک حد آستانه نوردهی ۲۰۰ قسمت در میلیارد را تعیین می‌کند. در موارد نادر، استنشاق ممکن است باعث آسم شود. هیچ اندازه‌گیری خاصی از سمیت برای همه چسب‌های سیانواکریلات وجود ندارد زیرا تعداد زیادی چسب حاوی فرمول‌های مختلف سیانواکریلات هستند.
مدیر اجرایی سلامت و ایمنی بریتانیا و برنامه ملی سم‌شناسی ایالات متحده به این نتیجه رسیده‌اند که استفاده از اتیل سیانواکریلات بی‌خطر است و مطالعه اضافی غیر ضروری است. ترکیب ۲-اکتیل سیانواکریلات به دلیل ساختمان آلی بلندتر آن (سری مولکول‌های کربن با پیوند کووالانسی) بسیار کندتر تجزیه می‌شود و چسب به آستانه سمیت بافتی نمی‌رسد. با توجه به مسمومیت اتیل سیانواکریلات، استفاده از ۲-اکتیل سیانواکریلات برای بخیه‌ها ترجیح داده می‌شود.

### واکنش با پنبه، پشم، و سایر مواد فیبری
استفاده از سیانواکریلات بر روی برخی از مواد طبیعی مانند پنبه (شلوار جین، گوش‌پاک‌کن پنبه‌ای، توپ‌های پنبه‌ای و نخ‌ها یا پارچه‌های خاص) یا چرم یا پشم منجر به یک واکنش قوی، سریع و گرمازا می‌شود. این واکنش با فایبرگلاس و فیبر کربن نیز رخ می‌دهد. گرمای آزاد شده ممکن است باعث سوختگی شدید یا انتشار دود سفید تحریک کننده شود. برگه‌های اطلاعات ایمنی مواد برای سیانواکریلات به کاربران دستور می‌دهد هنگام استفاده یا کار با سیانواکریلات‌ها از لباس‌های نخی (شلوار جین) یا پشمی، به‌ویژه دستکش‌های نخی استفاده نکنند.

## حلال‌ها
استون موجود در پاک‌کنندهٔ لاک ناخن یکی از در دسترس‌ترین حلال‌ها برای نرم کردن سیانواکریلات و جداسازی قطعات چسبیده‌است. حلال‌های دیگر نیترومتان، دی‌متیل سولفوکسید و دی‌کلرومتان هستند. گاما بوتیرولاکتون نیز می‌تواند برای از بین بردن سیانواکریلات خشک‌شده استفاده شود.